# Коэн, Кевин
Кевин Коэн (англ. Kevin Coen; 1947, Риверстаун, графство Слайго, Ирландия — 20 января 1975, Киноули, Фермана, Северная Ирландия) — доброволец Ирландской республиканской армии («временного» крыла), служащий Слайгоской бригады ИРА. Убит британским солдатом в Северной Ирландии.

## Биография
Уроженец местечка Рашин (Риверстаун, графство Слайго, Ирландия). В молодости увлекался исследованиями ирландской культуры и ирландской музыкой. Вступил в ИРА, нёс службу в Слайгоской бригаде, позднее подчинён Южному командованию ИРА. В 1971 году был брошен в тюрьму Маунтджой, где его сокамерником был ирландский республиканец Дэн Хобан.
В возрасте 28 лет Коэн был убит британским солдатом на Кэссидис-Кросс близ Киноули, графство Фермана, Северная Ирландия. 20 января 1975, согласно данным международного архива CAIN, при попытке угона автобуса Коэн был застрелен на границе североирландского графства Фермана и ирландского графства Каван. По республиканским данным, его убили на дороге Суонлинбар-Эннискиллен британские войска, открыв огонь из гражданского автомобиля якобы по наблюдательному посту ИРА.
Коэн стал первым добровольцем Южного командования, застреленным во время операции с момента гибели Тони Эрна в мае 1973 года.

## Мемориал
Джон Джо Макгёрл, республиканец из графства Литрим, выступал на могиле Коэна в местечке Суи (графство Слайго), сказав следующее:

Он с силой чувствовал, что националистам шести графств не следует сражаться в войне за собственную свободу... Кевин чувствовал, что людей Севера нельзя оставлять одних... Одно ясно - республиканцы искренне уверены, что ирландцы должны жить и трудиться мирно, как и Кевин со своими соседями, - но вмешавшиеся в ирландские дела должны быть изгнаны, чтобы свобода и мир пришли в Ирландию.
Оригинальный текст (англ.)He felt strongly that the nationalist people of the Six Counties should not have to fight the war for freedom on their own... Kevin felt that the people of the North should not be left alone... One thing is clear - republicans are sincere that the Irish people should live and work together as Kevin did with his neighbours - but the intruder in Irish affairs must withdraw so that lasting freedom and peace can be brought about in Ireland.

Отделение партии «Шинн Фейн» в Восточном Слайго получило имя Коэн/Сэвидж, а отделение «Республиканской Шинн Фейн» — Благородная шестёрка/Кевин Коэн. Ежегодно на могиле Коэна обе организации проводят памятные мероприятия. Ежегодно читается лекция в память о Коэне: в своё время её читали Кевин О'Кален, Пат Дохерти, Пирс Дохерти, Ангус О'Снода и Джерри Адамс.